# Озеров, Сергей Петрович
Серге́й Петро́вич О́зеров (3 (15) февраля 1809 — 2 (14) октября 1884) — генерал от инфантерии русской императорской армии, военный педагог, директор Пажеского корпуса.

## Биография
Происходил из дворян Московской губернии. Родился 3 (15) февраля 1809 года в семье тверского губернатора Петра Ивановича Озерова и Марии Александровны, дочери драматурга А. А. Волкова.
Первоначально обучался в Благородном пансионе, с 1820 года — в Царскосельском лицее, после окончания которого 24 ноября 1826 года был произведён в прапорщики, с назначением в лейб-гвардии Литовский полк, в котором и прослужил более десяти лет.
Во время польской кампании 1831 года он принимал участие во многих делах против польских мятежников и, между прочим, в сражениях при Грохове и Остроленке. Назначенный 15 июля 1837 года, уже в чине штабс-капитана, адъютантом к великому князю Михаилу Павловичу, Озеров постепенно был произведён в полковники и в 1847 г. назначен дежурным штаб-офицером в штаб военно-учебных заведений, в каковой должности оставался до января 1849 года, пока не был назначен на должность директора 2-го Московского кадетского корпуса. В том же году, 19 сентября, он был пожалован флигель-адъютантом к Николаю I, с оставлением исправляющим должность директора 2-го московского корпуса. Произведенный 6 декабря 1851 г. в генерал-майоры Свиты. Директором 2-го московского кадетского корпуса он пробыл около двенадцати лет.
23 апреля 1861 года был произведён в генерал-лейтенанты и 30 августа того же года был назначен директором Пажеского корпуса, каковую должность занимал около трёх с половиной лет. Помимо своих прямых обязанностей, сначала директора 2-го московского кадетского корпуса, а потом директора Пажеского корпуса, Озеров постоянно принимал участие в работах разных комиссий, как по пересмотру программ кадетских корпусов, так и по другим вопросам.
19 апреля 1864 года Озерову был пожалован орден Св. Анны 1-й степени с императорской короной, а 16 февраля следующего года он был назначен почётным опекуном для присутствования в Санкт-Петербургском опекунском совете ведомства учреждений императрицы Марии Фёдоровны, с отчислением от должности директора Пажеского корпуса, и с зачислением по армейской пехоте.
Назначенный в начале 1866 года управляющим Санкт-Петербургским училищем глухонемых, он в течение двух лет заведовал этим училищем. Затем Озеров три с половиной года находился при Санкт-Петербургском опекунском совете, не имея в своем непосредственном заведовании никакого учреждения, и лишь 18 октября 1871 года был назначен управлять больницей Всех Скорбящих и в этой должности оставался до самой смерти, последовавшей 2 (14) октября 1884 года. За год перед смертью он получил чин генерала от инфантерии, а немного ранее орден Св. Александра Невского. Похоронен в Санкт-Петербурге на кладбище Новодевичьего монастыря.

## Награды
- Польский знак отличия за военное достоинство 4-й степени (1831)
- Орден Святого Владимира 4-й степени (1843)[3]
- Орден Святой Анны 2-й степени (1847)[4]
- Знак отличия беспорочной службы за XX лет (1851)
- Орден Святого Владимира 3-й степени (1853)
- Орден Святого Георгия 4-й степени за 25 лет беспорочной службы в офицерских чинах (26.11.1854; № 9335 по кавалерскому списку Григоровича — Степанова)[5]
- Орден Святого Станислава 1-й степени (1856)
- Орден Святой Анны 1-й степени (1859); императорская корона к ордену (1864)
- Орден Святого Владимира 2-й степени (1867)
- Орден Белого орла (1872)
- Орден Святого Александра Невского (1880)
- Знак отличия беспорочной службы за L лет (1880)[6]

## Семья
Жена (с апреля 1834) — княжна Наталья Андреевна Оболенская (1812—1902), фрейлина двора, дочь тайного советника князя Андрея Петровича Оболенского от брака его княжной Софьей Павловной Гагариной. По словам родственника, дожив до глубокой старости, мадам Озерова в качестве старейшего члена многочисленной семьи являлась предметом особенного родственного почитания. Считалось обязательным являться к ней время от времени на поклон. Она была приветливая и добрая старушка, но постепенно выжила из ума. Говорила исключительно по-французски, довольно невнятно, не имея ни одного зуба, её мутные глаза с полуприкрытыми веками, смотрели строго и проницательно. Нос у нее был тонкий и почти что сходился с сильно выдающимся подбородком. В последние годы жизни она настолько иссохла, что превратилась в совершенные мощи. Стала по несколько раз в год болеть воспалением лёгких столь же часто и просто, как другие люди отбывают обыкновенный насморк. При первых её воспалениях казалось, что должна неминуемо наступить развязка. Но после каждой болезни она только ощущала прилив новой бодрости. Окончательно всех сбила с толку и умерла, когда окружающие всего менее этого ожидали. Имела детей:
- Софья Сергеевна (1838— ?)
- Елизавета Сергеевна (1840—1883), фрейлина двора (22.07.1871).
- Наталья Сергеевна (1841—1864), жена генерала Николая Николаевича Вельяминова (1822—1892).
- Пётр Сергеевич  (1842—06.06.1879), флигель-адъютант, скончался от рака желудка в Висбадене.
- Андрей Сергеевич (1845—1897), генерал-майор.
- Александра Сергеевна (1846—24.08.1898[9]), фрейлина (07.04.1891), гофмейстерина великой княгини Ксении Александровны, умерла от паралича сердца.
- Екатерина Сергеевна (1851—1920), фрейлина Императрицы Марии Федоровны (1854), камер-фрейлина (1904). По отзыву современницы, была очаровательным человеком, умная, веселая, интересовавшаяся и старыми, и молодыми и даже детьми. После революции она не смогла выехать из Москвы, где умерла в бедности от воспаления легких[7].
- Сергей Сергеевич (1852—1920), генерал-лейтенант[10].
- Мария Сергеевна (ум. 1910), страдала умственным расстройством.

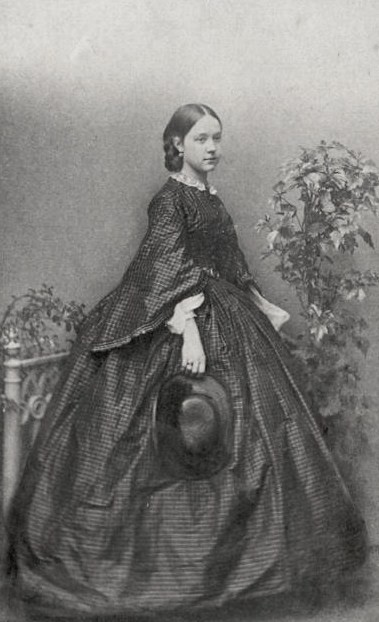
Наталья Сергеевна
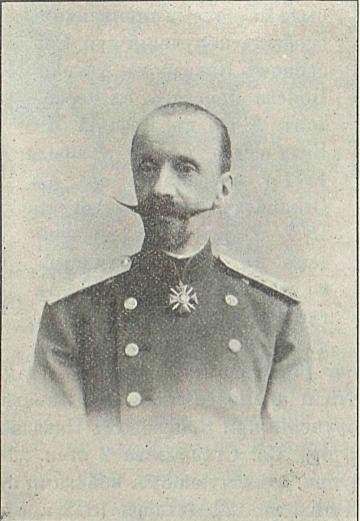
Андрей Сергеевич
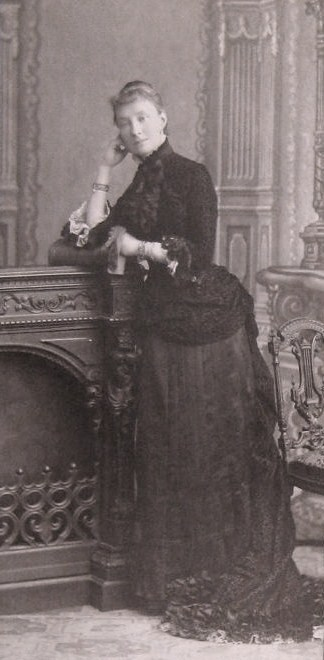
Екатерина Сергеевна
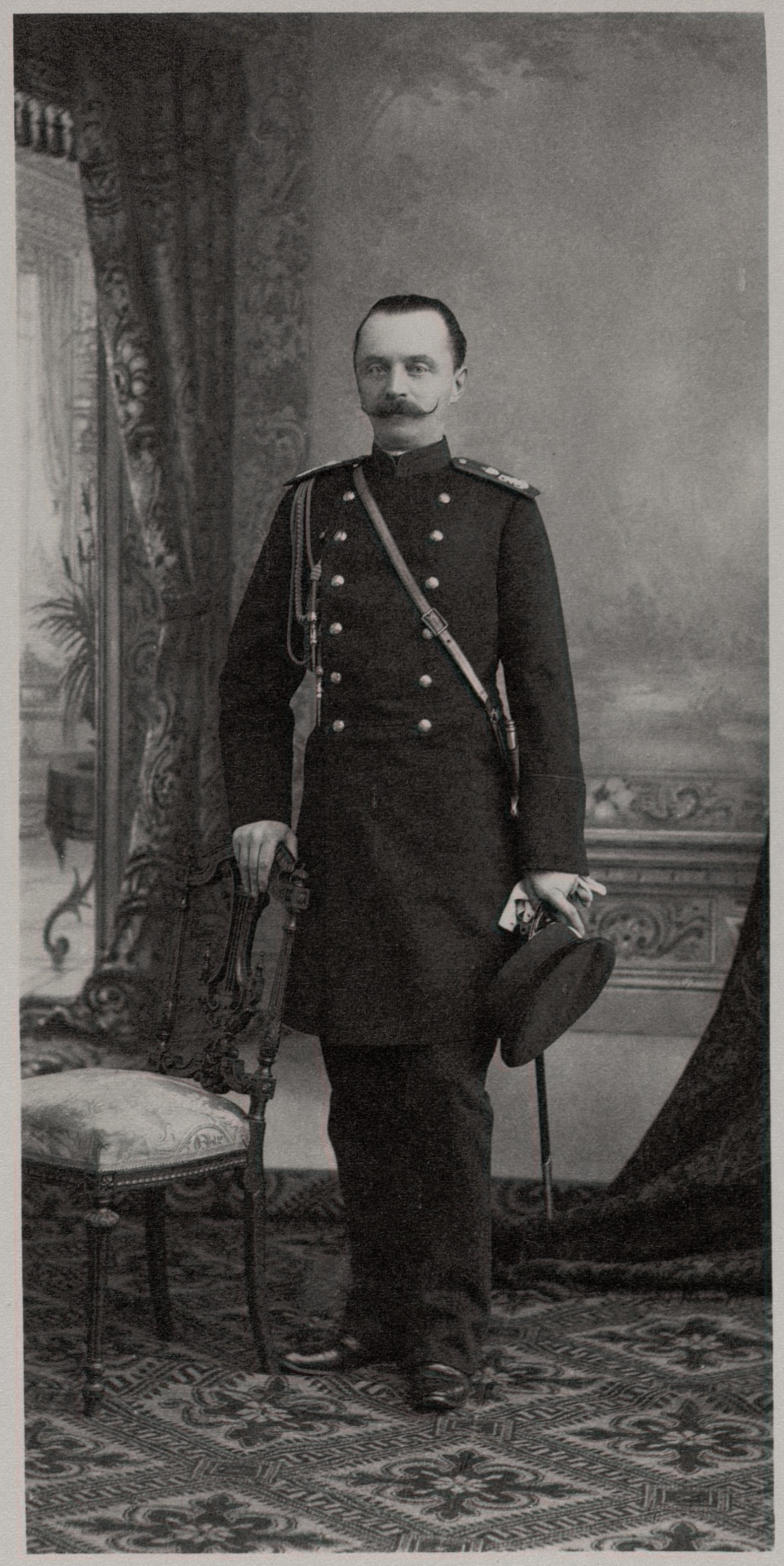
Сергей Сергеевич